# Schweriner SC
Schweriner SC – niemiecki żeński klub siatkarski. Został założony w 1957 roku z siedzibą w mieście Schwerin. Obecnie występuje w Bundeslidze. Klub od sezonu 2016/2017 nosi nazwę SSC Palmberg Schwerin.

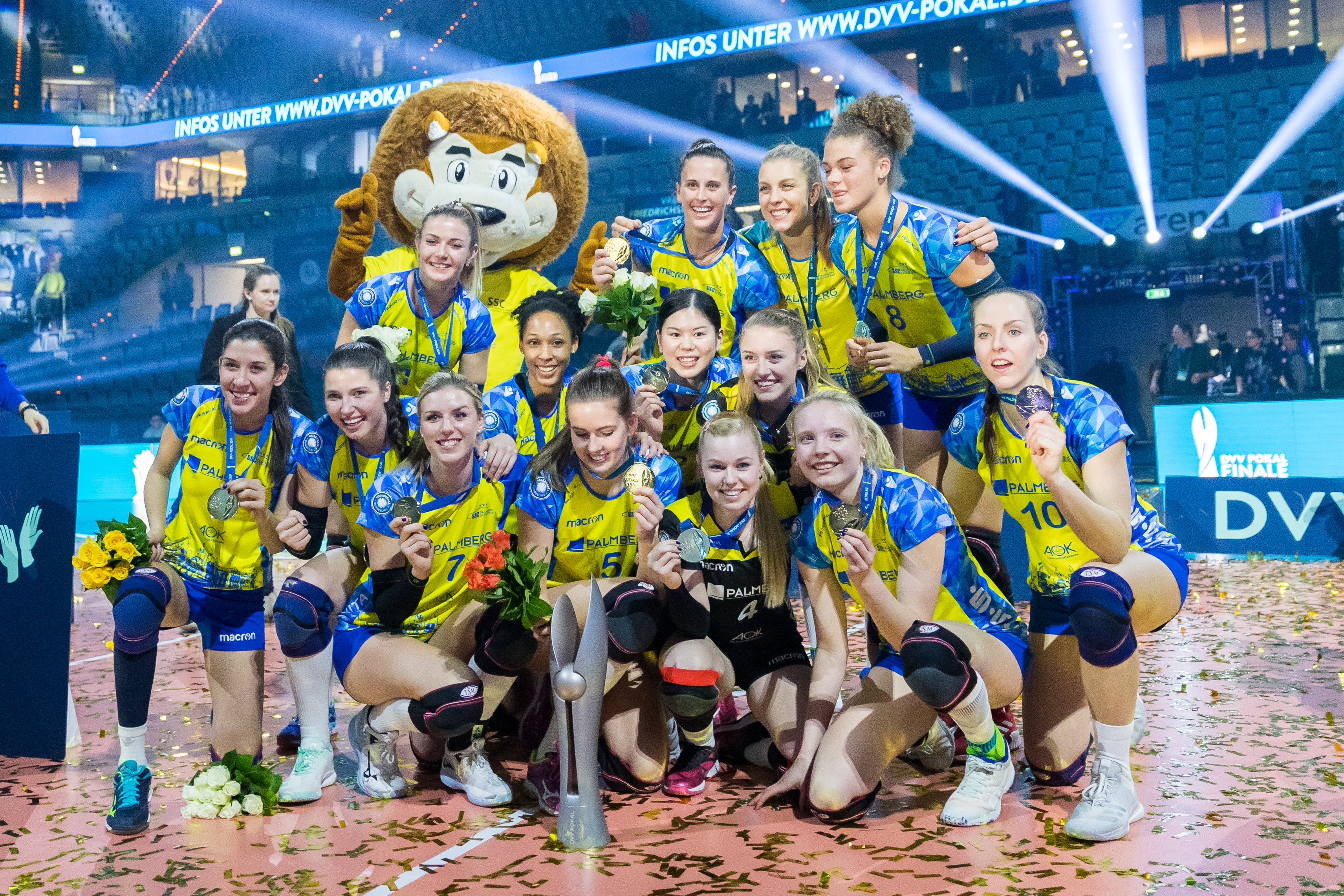
Zawodniczki Schweriner SC zwyciężczyniami Pucharu Niemiec w sezonie 2018/2019

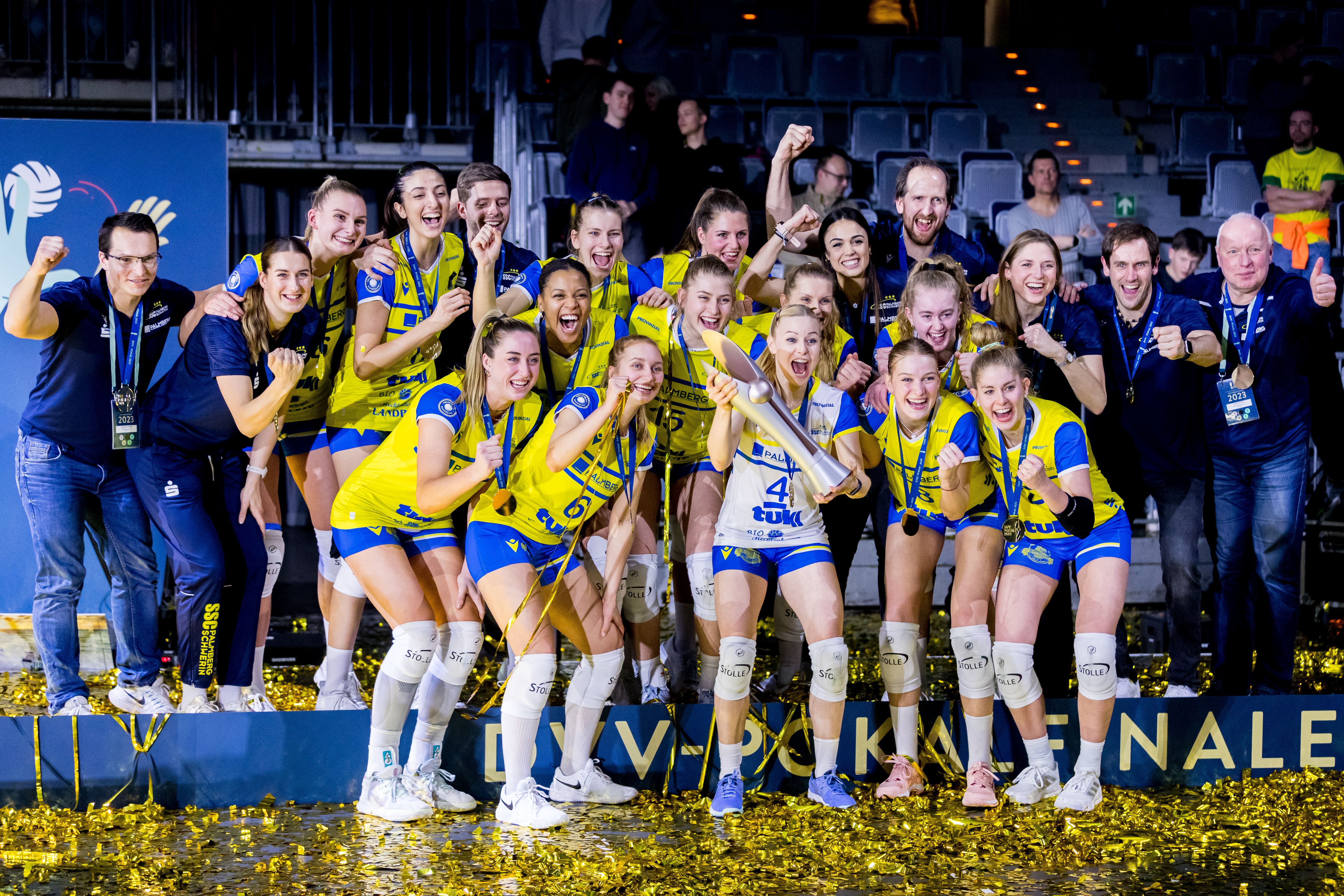
Zawodniczki Schweriner SC zwyciężczyniami Pucharu Niemiec w sezonie 2022/2023

## Sukcesy
Mistrzostwo Niemiec:
- (12x): 1994/1995, 1997/1998*[1], 1999/2000, 2000/2001, 2001/2002, 2005/2006, 2008/2009, 2010/2011, 2011/2012, 2012/2013, 2016/2017, 2017/2018, 2024/2025[2]

Tytuł mistrzowski został odebrany drużynie USC Münster w sezonie 1997/1998 po tym, jak Amerykanka Wendy Stammer, która grała dla Westfalczyków, otrzymała pozytywny wynik testu podczas kontroli antydopingowej.
- (5x): 1993/1994, 1996/1997, 2006/2007, 2018/2019, 2023/2024[3]
- (8x): 1992/1993, 1995/1996, 2003/2004, 2007/2008, 2009/2010, 2014/2015, 2015/2016, 2020/2021

Puchar Niemiec:
- (8x): 2001, 2006, 2007, 2012, 2013, 2019, 2021, 2023[4]

Liga Mistrzyń:
- (1x): 1977/1978

Superpuchar Niemiec:
- (4x): 2017, 2018, 2019, 2020

### Sezon 2023/2024

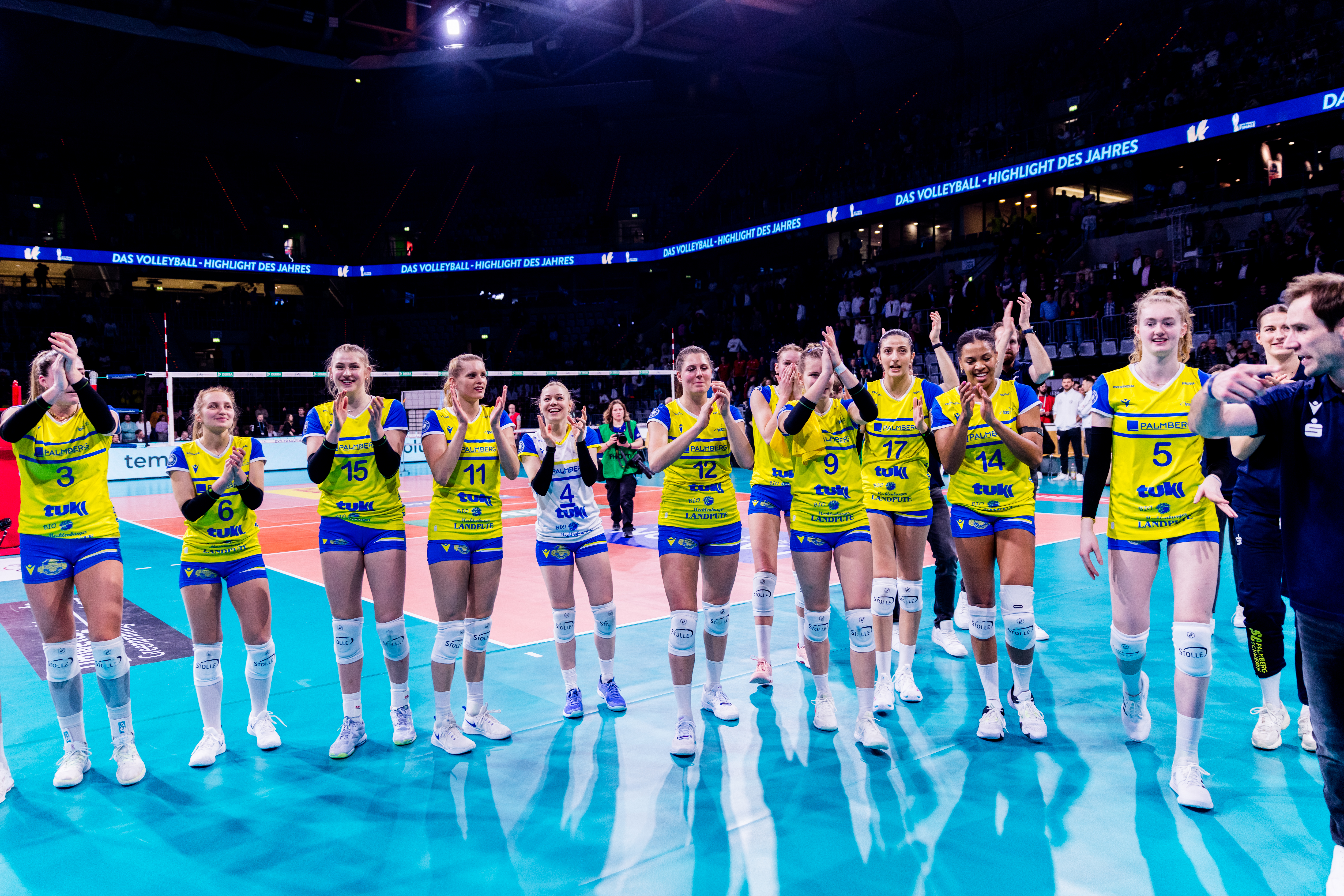
Zawodniczki Schweriner SC w sezonie 2022/2023

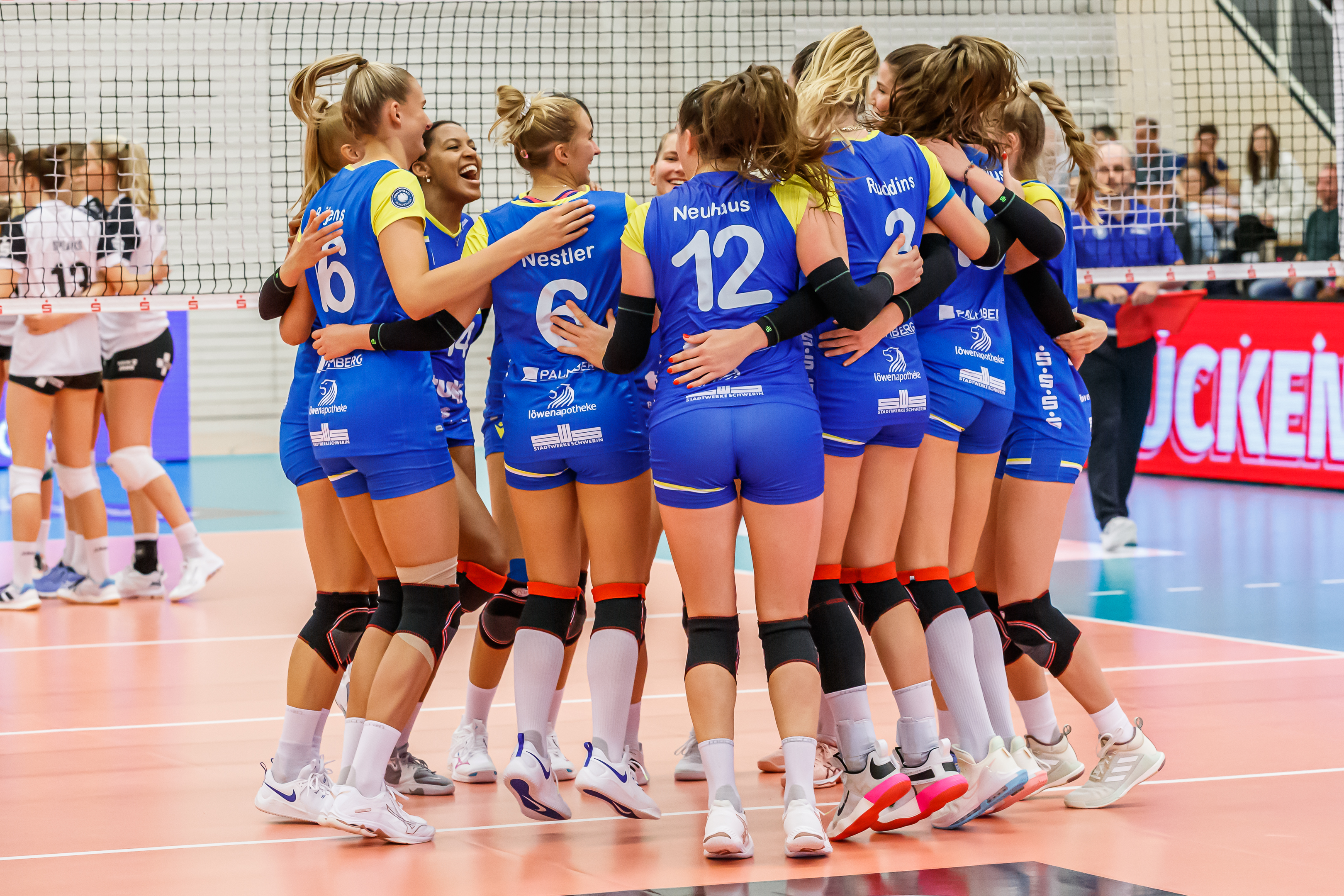
Zawodniczki Schweriner SC w sezonie 2022/2023

## Kadra

### Sezon 2023/2024[5]
- 1.  Linda Bock
- 2.  Pia Kästner
- 3.  Leana Grozer
- 4.  Anna Pogany
- 5.  Leandra Rixa Negri
- 6.  Nova Marring
- 7.  Meg Wolowicz
- 8.  Fleur Savelkoel
- 9.  Pia Fernau
- 11. Annegret Hölzig
- 12. Finnja Frommann
- 13. Laura Emonts
- 14. Jazmine White
- 15. Elles Dambrink
- 16. Indy Baijens
- 17. Tutku Burcu Yüzgenç
- 18. Lea Ambrosius
- 23. Patricia Llabrés
- 24. Sina Fuchs
- 25. Marie Hänle
- 26. Susan Schut

### Sezon 2022/2023
- 2.  Pia Kästner
- 3.  Lindsey Ruddins
- 4.  Anna Pogany
- 5.  Leandra Rixa Negri
- 6.  Patricia Nestler
- 8.  Lina Alsmeier
- 9.  Pia Fernau
- 11. Annegret Hölzig
- 12. Frauke Neuhaus
- 14. Jazmine White
- 15. Elles Dambrink (od 13.01.2023)
- 16. Indy Baijens
- 17. Tutku Burcu Yüzgenç
- 18. Lea Ambrosius
- Laura Broekstra (od 31.01.2023)

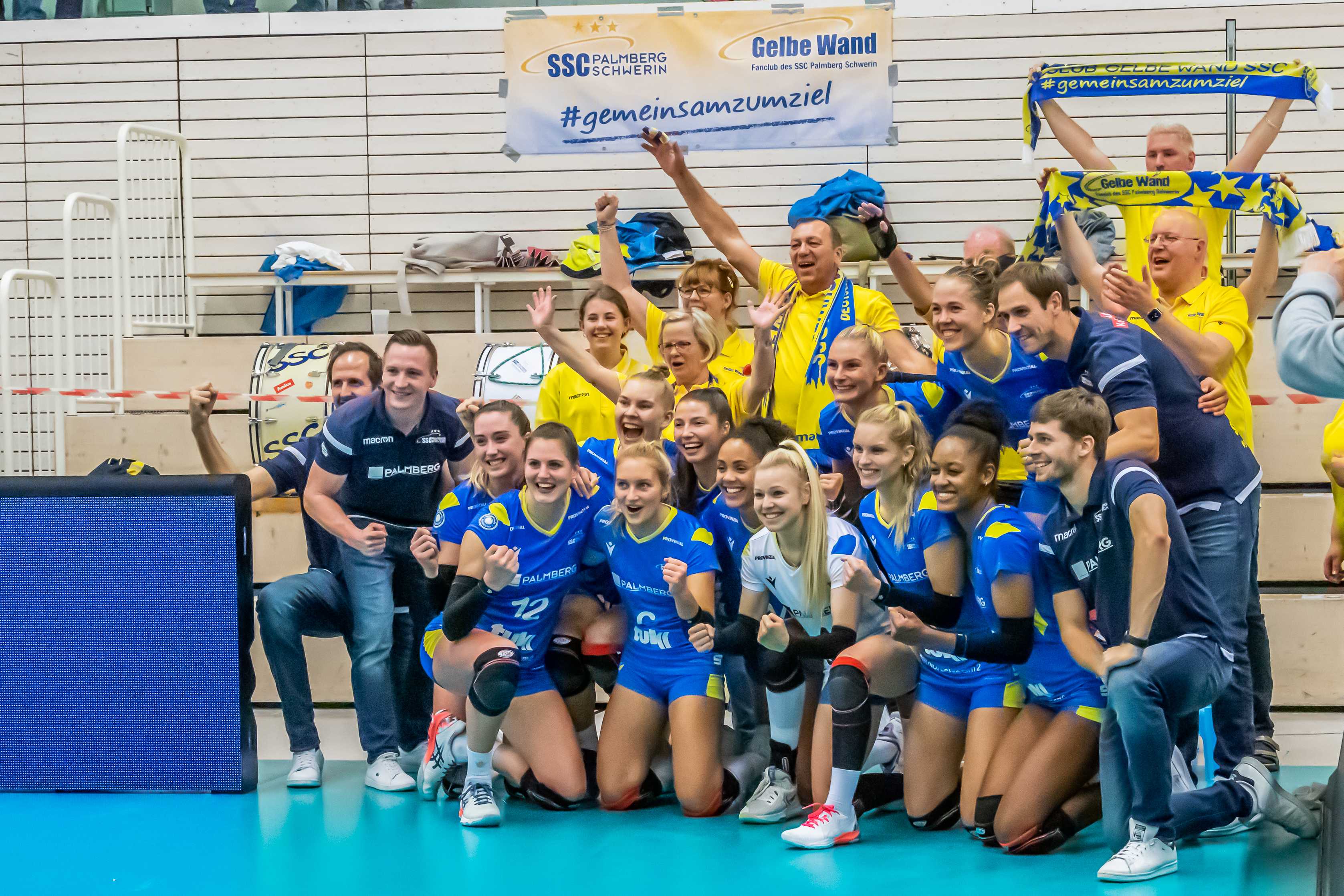
Zawodniczki Schweriner SC w sezonie 2021/2022

### Sezon 2021/2022
- 1.  Kertu Laak (do 02.12.2021)
- 2.  Femke Stoltenborg
- 3.  Lindsey Ruddins
- 4.  Anna Pogany
- 6.  Patricia Nestler
- 7.  Symone Speech
- 8.  Lina Alsmeier
- 11. Annegret Hölzig
- 12. Frauke Neuhaus
- 14. Denise Imoudu
- 16. Indy Baijens
- 18. Lea Ambrosius
- Stephanie Samedy (od 27.12.2021)

### Sezon 2020/2021
- 1.  Gréta Szakmáry
- 2.  Femke Stoltenborg
- 3.  Romy Jatzko
- 4.  Anna Pogany
- 6.  Patricia Nestler
- 7.  Taylor Agost
- 8.  Lina Alsmeier
- 9.  Nicole Oude Luttikhuis
- 11. Hayley Spelman
- 12. Lauren Barfield
- 14. Denise Imoudu
- 16. Marie Schölzel
- 18. Lea Ambrosius
- Kelsie Payne

### Sezon 2019/2020
- 1.  Gréta Szakmáry
- 2.  Nele Barber
- 3.  Louisa Lippmann (od 30.01.2020)
- 4.  Anna Pogany
- 5.  Justine Wong-Orantes
- 7.  Britt Bongaerts
- 8.  Kimberly Drewniok
- 9.  Nicole Oude Luttikhuis
- 10. Denise Hanke
- 11. Beta Dumančić
- 12. Lauren Barfield
- 13. McKenzie Adams
- 14. Romy Jatzko
- 16. Marie Schölzel
- 18. Lea Ambrosius

### Sezon 2018/2019

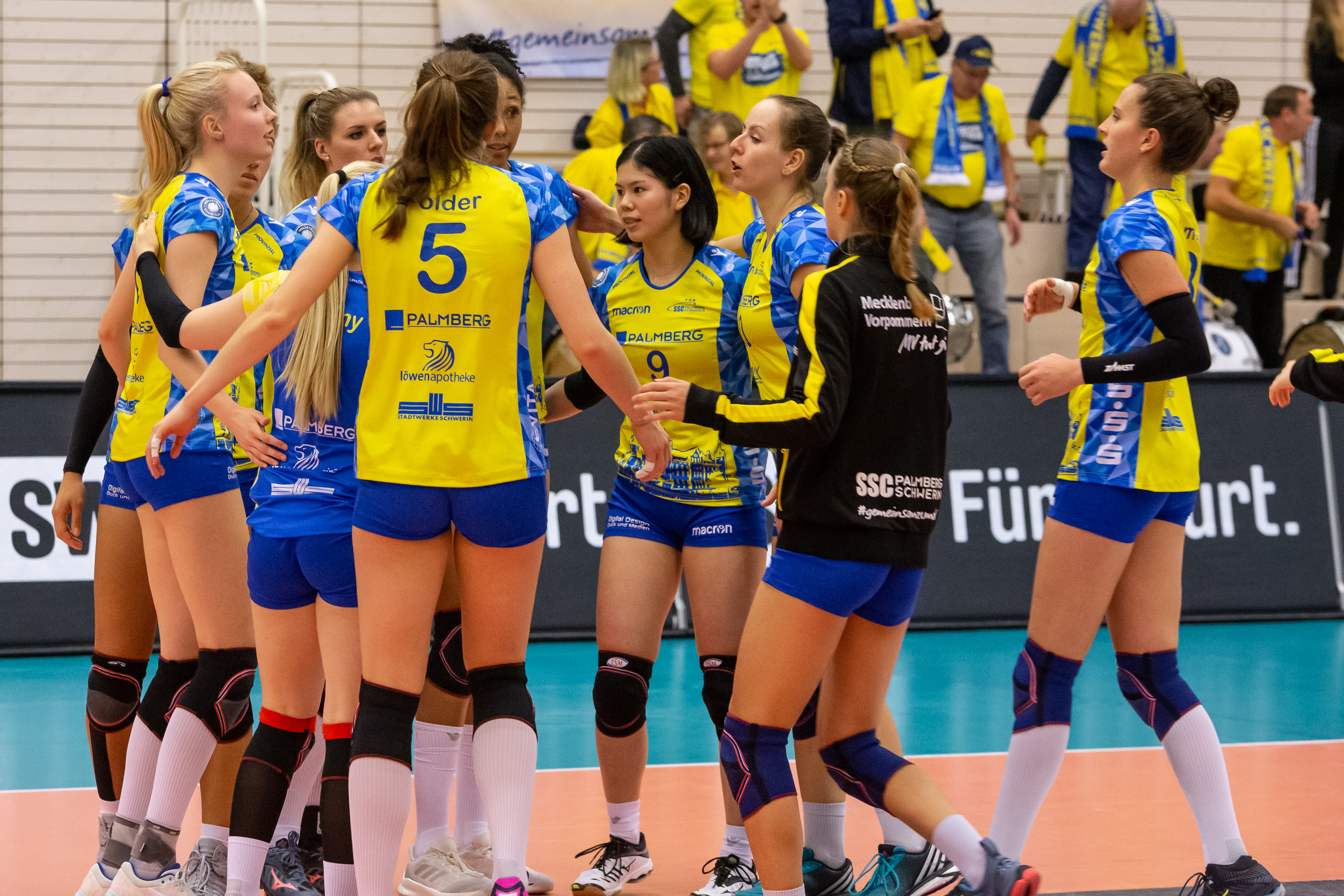
Zawodniczki Schweriner SC w sezonie 2018/2019

- 1.  Gréta Szakmáry
- 3.  Ralina Doszkowa
- 4.  Anna Pogany
- 5.  Tessa Polder
- 6.  Jennifer Geerties
- 7.  Britt Bongaerts
- 8.  Kimberly Drewniok
- 9.  Nanaka Sakamoto
- 10. Denise Hanke
- 11. Beta Dumančić
- 12. Lauren Barfield
- 13. McKenzie Adams
- 14. Elisa Lohmann
- 16. Marie Schölzel
- 18. Lea Ambrosius

### Sezon 2017/2018
- 1.  Gréta Szakmáry
- 2.  Martenne Bettendorf
- 3.  Louisa Lippmann
- 5.  Sabrina Krause
- 6.  Jennifer Geerties
- 7.  Luna Carocci
- 8.  Kaisa Alanko
- 10. Denise Hanke
- 11. Beta Dumančić
- 12. Lauren Barfield
- 14. Elisa Lohmann
- 15. Jelena Oluić
- 16. Marie Schölzel

### Sezon 2016/2017
- 1.  Lousiane Souza Ziegler
- 2.  Lenka Dürr
- 3.  Louisa Lippmann
- 4.  Maren Brinker
- 5.  Sabrina Krause
- 6.  Jennifer Geerties
- 8.  Ariel Turner
- 9.  Hannah Tapp
- 10. Denise Hanke
- 11. Lauren Barfield
- 12. Anja Brandt
- 14. Elisa Lohmann
- 15. Alexa Dannemiller
- 16. Marie Schölzel

### Sezon 2015/2016
- 1.  Lousiane Souza Ziegler
- 2.  Tanja Joachim
- 4.  Veronika Hrončeková
- 5.  Sabrina Krause
- 6.  Jennifer Geerties
- 8.  Ariel Turner
- 9.  Tabitha Love
- 10. Denise Hanke
- 11. Michaela Wessely
- 12. Anja Brandt
- 13. Janine Völker
- 15. Alice Blom
- 16. Marie Schölzel
- 17. Marie Holstein
- 18. Stefanie Golla

### Sezon 2014/2015
- 1.  Lousiane Souza Ziegler
- 3.  Yvon Beliën
- 4.  Veronika Hrončeková
- 5.  Lonneke Slöetjes
- 6.  Jennifer Geerties
- 7.  Denise Imoudu
- 8.  Jana Franziska Poll
- 10. Diana Nenowa
- 11. Carina Aulenbrock
- 12. Anja Brandt
- 13. Janine Völker
- 14. Laura Weihenmaier
- 17. Saskia Hippe
- 18. Stefanie Golla

### Sezon 2013/2014
- 1.  Lousiane Souza Ziegler
- 2.  Tanja Joachim
- 3.  Laura Pihlajamäki
- 4.  Pauliina Vilponen
- 5.  Saskia Hippe
- 6.  Lisa Stein
- 7.  Denise Imoudu
- 8.  Jana Franziska Poll
- 9.  Carina Aulenbrock
- 10. Danica Radenković
- 11. Ivana Isailović
- 12. Anja Brandt
- 13. Janine Völker
- 14. Laeticia Crescence Moma Bassoko
- 15. Madleen Piest
- 16. Lene Scheuschner
- 16. Veronika Hrončeková
- 18. Tatyana Mudritskaya

### Sezon 2012/2013
- 1.  Lisa Thomsen
- 2.  Tanja Joachim
- 3.  Quinta Steenbergen
- 4.  Lucia Hatinová
- 5.  Lousiane Penha Souza Ziegler
- 6.  Lisa Stein
- 8.  Sthéfanie Tiele Martins Paulino
- 9.  Wiebke Offer
- 10. Denise Hanke
- 11. Anne Buijs
- 12. Anja Brandt
- 13. Janine Völker
- 14. Laeticia Crescence Moma Bassoko

### Sezon 2011/2012
- 1.  Lisa Thomsen
- 2.  Tanja Joachim
- 3.  Hanne Haugen Aas
- 4.  Mira Topić
- 5.  Krystle Esdelle
- 6.  Julia Retzlaff
- 7.  Patricia Thormann
- 8.  Berit Kauffeldt
- 9.  Wiebke Offer
- 10. Denise Hanke
- 11. Anne Buijs
- 12. Anja Brandt
- 13. Joana Gallas
- 14. Hiroko Hakuta